# Shoot the Moon: the Essential Collection
Shoot the Moon: the Essential Collection is het eerste en enige verzamelalbum van de Amerikaanse punkband Face to Face. Het werd op 15 november 2005 uitgegeven door Image Records, een jaar nadat de band tijdelijk uit elkaar was gegaan. Het album bevat nummers van alle albums van de band, behalve van de albums Ignorance is Bliss en het coveralbum Standards & Practices.

## Nummers
1. "Disconnected" (Don't Turn Away) - 3:28
2. "I Want" (Don't Turn Away) - 3:01
3. "You've Done Nothing" (Don't Turn Away) - 2:00
4. "Pastel" (Don't Turn Away) - 3:13
5. "Don't Turn Away" (Over It) - 2:46
6. "You Lied" (Big Choice) - 3:25
7. "Velocity" (Big Choice) - 3:16
8. "A-OK" (Big Choice) - 2:58
9. "It's Not Over" (Big Choice) - 2:25
10. "Blind" (Face to Face) - 2:42
11. "Ordinary" (Face to Face) - 2:48
12. "I Won't Lie Down" (Face to Face) - 3:17
13. "Complicated" (Face to Face) - 4:01
14. "Walk the Walk" (live, Face to Face, Live) - 3:16
15. "I'm Trying" (live, Don't Turn Away, Live) - 3:04
16. "Disappointed" (Reactionary) - 2:48
17. "What's in a Name?" (Reactionary) - 3:06
18. "Bill of Goods" (How to Ruin Everything) - 2:48
19. "A Wolf in Sheep's Clothing" (How to Ruin Everything) - 3:08
20. "Thick as a Brick" (niet eerder uitgegeven) - 3:36
21. "Disconnected" (live, Don't Turn Away, Over It, Big Choice) - 3:20